# Arnold von Viermund
Arnold von Viermund (* nach 1534; † 1592) war Domherr in Paderborn und Münster sowie Amtmann zu Medebach.

## Leben

### Herkunft und Familie
Arnold von Viermund entstammte dem Adelsgeschlecht Viermund, das seinen Ursprung in dem hessischen Ort Viermünden und sich im 15. Jahrhundert in Westfalen und im 16. Jahrhundert am Niederrhein ausgebreitet hatte. Er war der Sohn des Johann von Viermund (1498–1547), Herr zu Viermünden und Bladenhorst, und dessen Gemahlin Anna von Bevern zu Langen († 1538). Er hatte zwei Brüder, Philipp (1534–1584) und Johann († 1564). Der älteste Bruder Philipp erbte 1547 die väterliche Herrschaft Bladenhorst. Sie waren noch minderjährig als ihr Vater 1547 starb und standen daher zunächst unter der Vormundschaft ihres Onkels Hermann von Viermund (1501–1563), Herr von Nordenbeck, kurkölnischer Amtmann von Medebach und bischöflich-paderbornischer Landdrost von Dringenberg.

### Wirken
Arnold war bereits Domherr in Paderborn, als er vom Papst Pius IV. am 14. Februar 1560 eine Zusage für die münstersche Dompräbende des verstorbenen Domherrn Hermann von Fürstenberg erhielt. Am 18. August 1567 verzichtete Arnold, nachdem er 1563 Anna Spiegel zu Peckelsheim geheiratet hatte. Er wurde Hofrichter in Münster sowie Amtmann zu Medebach. Seine Ehe blieb kinderlos.

### Sonstiges
Nach dem Tod des Onkels Hermann von Viermund im Jahre 1563 kam es zu einem langen und heftigen Erbschaftsstreit zwischen den Brüdern Arnold und Philipp, die die Erbfolge ihrer Cousine Anna von Viermund nicht anerkennen wollten. Anna war protestantisch erzogen worden, während die beiden Brüder katholisch geblieben waren. Als Annas Vater Hermann von Viermund 1563 starb, wurde die Burg Nordenbeck von Arnold und Philipp eingenommen und besetzt. Der Bruder Johann wurde 1564 im Streit mit seinem Lokalrivalen Johann von Dersch († 1590) ermordet, woraufhin sich Arnold die von ihm gehaltenen Besitzungen der Familie in Viermünden, einschließlich einiger Bauernhöfe und des befestigten Gutshofs Herrmansberg aneignete.
1577 versuchte Annas erster Ehemann, der Graf Heinrich von Waldeck, die Burg Nordenbeck zurückzuerobern. Noch während des Anmarsches kam er durch einen Sturz vom Pferd zu Tode. Der Streit, der vor dem Reichskammergericht ausgetragen wurde, endete 1580 mit einem Urteil zugunsten Annas. Ihr wurden die väterlichen Güter in Nordenbeck und Viermünden zugesprochen.